# Danmark, i tusind år
"Danmark, i tusind år" er en fædrelandssang skrevet af Valdemar Rørdam som en hymne til Danmark. Carl Nielsen har komponeret melodien dertil.
| Musik | Spire Denne musikartikel er en spire som bør udbygges. Du er velkommen til at hjælpe Wikipedia ved at udvide den. |